# Гуковский, Александр Исаевич
Александр Исаевич Гуковский (1865—1925) — российский революционер, эсер, публицист. Присяжный поверенный, председатель Череповецкого земского собрания (1917), редактор журнала «Современные записки» (1920—1925).

## Биография
Родился 13 (24) января 1865 года в Одессе в еврейской семье. Отец, Исай Гершевич (Егорович) Гуковский (при рождении Шая Нахман-Гершевич Гуковский, 1835—?), уроженец Бельц Бессарабской области — с 1863 года был военным врачом, впоследствии вольнопрактикующим специалистом по внутренним болезням; ему с 1884 года принадлежал земельный участок на улице Пушкинской, № 18, и угловой трёхэтажный дом там же (ныне № 16, угол улицы Бунина), семье также принадлежал доходный дом на улице Конной, № 11. Дед, Нахман-Герш Срулевич Гуковский (1793—1869), был в 1855 году приписан к купцам 3-й гильдии в Бельцах.
С 1876 по 1883 год учился в Ришельевской гимназии в Одессе. В 1883 году — студент Венского университета; в 1884 году поступил на юридический факультет Московского университета. На студенческой скамье Гуковский познакомился и подружился с будущими организаторами эсеровской партии — М. Р. Гоцем, П. П. Крафтом, А. А. Аргуновым.
Под надзором полиции с 1887 года. Обыскан в ночь на 21 марта 1889 года в Москве в виду получения Московским охранным отделением сведений о его политической неблагонадежности (сношения с В. Курнатовской). При обыске у него и у С. Кондорской, проживавшей вместе с ним, обнаружено значительное количество гектографированных и печатных революционных изданий, а также компрометирующая его переписка с цюрихскими революционерами. Заключён под стражу и привлечен к дознанию при Московском жандармском управлении (дело А. Гуковского, П. Крафта, С. Кондорской и других) по обвинению в принадлежности к преступному сообществу. Принял лютеранство 4 июня 1889 года и женился на С. К. Кондорской.
В конце ноября 1889 года исключён из Московского университета. При допросах отказался назвать лиц, от которых получил нелегальную литературу, и авторов найденных у него писем. Изобличен в принадлежности к тайному сообществу и в сношениях с русскими революционерами в Швейцарии. По высочайшему повелению от 7 марта 1890 года подвергнут одиночному тюремному заключению на год и 6 месяцев с последующей высылкой в Восточную Сибирь под гласный надзор полиции на три года. С 7 апреля 1890 года содержался в Петербургской одиночной тюрьме; при выходе из камеры на прогулку 16 марта 1891 года бросился с четвёртой галереи в пролёт лестницы и причинил себе тяжёлые повреждения. Ввиду тяжёлых повреждений, а также ходатайства отца о помиловании, по высочайшему повелению от 3 апреля 1891 года освобождён от дальнейшего тюремного заключения с заменою ссылки в Восточную Сибирь подчинением гласному надзору полиции на три года по месту жительства его родителей — в городе Одесса. Выбыл из тюрьмы 5 апреля 1891 года. В июле 1891 года по его ходатайству разрешена шестимесячная отлучка из Одессы в местечко Каховку Таврической губ, а затем было разрешено остаться в Каховке до 1 октября 1892 года.
По окончании срока гласного надзора, с апреля 1894 года, подчинен негласному надзору с воспрещением жительства в столицах и в Петербургской губернии впредь до особого разрешения, а в Московской губернии, университетских городах (кроме Одессы), Риге, Ярославле, Твери, Нижнем Новгороде, Саратове и в Орле в течение трёх лет. В 1895 году департамент полиции не имел препятствий к сдаче им окончательных испытаний при Новороссийском университете, чем воспользовался в 1900 году, выдержав экзамен в испытательной юридической комиссии при Новороссийском университете. В 1897 году разрешён временный приезд в Киев для операции. В июле 1897 года привлечён к дознанию при жандармском управлении Одессы по обвинению в хранении запрещённых изданий; обязан подпискою о невыезде. Обвинение было основано на заявлении дворника дома, в котором он жил, опровергнутом рядом свидетельских показаний. По соглашению министров внутренних дел и юстиции (в ноябре 1897 года) по недостатку улик дело о нём прекращено.

Хорошо знавший французский язык, Гуковский заинтересовался сочинением А. де Токвиля «Старый порядок и революция». Он решил перевести его на русский язык для московского студенческого издательства, задуманного В. А. Маклаковым под руководством историка П. Г. Виноградова. По свидетельству Маклакова, перевод Гуковского привёл в восторг Виноградова: 
перевод был не только лучше других, но хорош абсолютно.
Впоследствии много писал для различных изданий народнического направления, жил на литературные заработки. Особенно тесно Гуковский сотрудничал с журналом «Русское богатство», выходившим под редакцией Н. К. Михайловского, вокруг которого в 1890-е годы группировалась народническая интеллигенция.
Проживая в Одессе, занимался частными уроками, переводами и сотрудничеством в местных изданиях. В 1898 году разрешено временное проживание в Петербурге для производства операции. В марте 1898 году безрезультатно обыскан в Одессе в виду его близкого знакомства с Ел. Гранковской, М. Е. Березиным и другими. Ходатайство его в мае 1898 года о разрешении жить в Петербурге отклонено. В 1900—1901 годах временно проживал в Петербурге. С 27 января 1901 года — помощник присяжного поверенного, занимался судебной практикой. На его ходатайство в 1902 году о разрешении проживания в Петербурге было указано, что таковое разрешение будет дано в том случае, если он даст установленную подписку об отрешении от политической антиправительственной деятельности. В виду отказа дать такую подписку сделано распоряжение о немедленном выезде из Петербурга, однако в июне 1902 года разрешено повсеместное проживание в империи. Летом 1902 года Гуковский переезжает в Петербург, вступает в партию эсеров. Он редактирует партийные издания, пишет статьи для околопартийной подцензурной печати, становится членом Петербургского комитета партии социалистов-революционеров, входит в редакционную коллегию близкой эсерам одесской газеты «Жизнь юга». Арестован в Петербурге 14 мая 1903 года и привлечён к дознанию при Петербургском жандармском управлении по делу об организации демонстративного празднования двухсотлетия Петербурга, подготовляемого группою членов Петербургского комитета партии эсеров.
Содержась в предварительном заключении в Петербургской одиночной тюрьме, Гуковский, ссылаясь на расстроенное здоровье, ходатайствовал о замене заключения высылкою его в Вологодскую губернию. По рассмотрении 20 февраля 1904 года этого вопроса в Особом совещании, по постановлению министра внутренних дел выслан до окончательного разрешения дела под надзор полиции в Архангельск. В начале марта 1904 года находился в Архангельске, где подписал коллективное заявление ссыльных с протестом против назначения поднадзорных в глухие и неудобные для жительства пункты. По постановлению Петербургского губернского совещания от 18 января 1905 года дознание о нем прекращено с отменой принятой против него меры пресечения. Выехал 12 апреля 1905 года из Архангельска в Петербург.

После открытия I Государственной думы 27 апреля 1906 года эсеры решили издавать в Петербурге легальную газету «Мысль» под редакцией Н. С. Русанова. Гуковский вошёл в состав редколлегии и быстро занял в газете видное место. Лидер эсеровской партии В. М. Чернов, работавший в газете вместе с Гуковским, вспоминал: 
Он вложил в газету очень много — и качественно, и количественно... А. И. Гуковский в совершенстве овладел жанром газетной передовицы, сжатой и в то же время ударной. Он был стремителен, резок, определёнен, возвышался до истинного пафоса, не чуждался и хлещущей насмешки, и горькой, переходящей в сарказм иронии. Благодарного материала для них он имел сколько угодно

Гуковский был юристом по образованию и по призванию и в своих статьях ставил прежде всего правовые вопросы преобразования общества. Он утверждал, что правовой нигилизм русского народа (прежде всего крестьянства) на самом деле был 
пренебрежением не к праву как таковому, а к действующему закону

Отсюда и чуждость народа интересам существующего государства, опирающегося на «основанный на зле и лжи» закон. Смысл русской революции Гуковский видел в том, чтобы «хартия личных прав и вольностей» Великой французской революции 1789—1794 годов была бы восполнена «хартией углубленного социального содержания». В. М. Чернов писал в своих воспоминаниях, что для Гуковского правовая идея была как бы «душой» всего социализма: 
...социализм без вскрытия его основной правовой идеи был для него неполным
После разгона I Государственной думы Гуковский переехал в Череповец, занялся адвокатской практикой, в 1906 году стал присяжным поверенным при Череповецком окружном суде и был избран гласным Череповецкого уездного земства.
В 1917 году Гуковский — помощник председателя Череповецкой уездной земской управы. После февральской революции 1917 года переезжает в Петроград, участвует в организации газет «Дело народа» (орган ЦК ПСР), затем «Воля народа», в которой сотрудничали А. А. Аргунов, В. М. Чернов и Б. В. Савинков. Делегат III и IV съездов ПСР.

Вернувшись в Череповец, Гуковский избран председателем Череповецкого земского собрания и гласным Новгородского губернского земства. Близко знавший его эсер М. В. Вишняк вспоминал: 
Мне многократно приходилось слышать Александра Исаевича на эсеровских совещаниях и съездах. Он был в оппозиции к руководителям партии и подвергал их стратегию и тактику суровой критике. На собрании его трудно было остановить. Снова и снова поднималась его небольшая фигурка, и простым языком, методически и спокойно, но упрямо развивал он свои доводы, стараясь отстоять то, что считал правом, своим личным правом или правом, вытекавшим из положения и требовавшим общего признания... Он меньше всего был конформистом, но чужие взгляды и мнения он отвергал, опровергая их логическими доводами и взывая к разуму, а не к эмоциям. Поэтому он и спорил так неустанно, не боясь остаться в меньшинстве или признаться в собственной ошибке
Как председатель Череповецкой организации ПСР был выдвинут кандидатом в Учредительное собрание по списку эсеровской партии по Новгородскому избирательному округу. В Череповце за Гуковского проголосовало около 40 процентов избирателей, принявших участие в голосовании, что позволило ему стать членом Учредительного собрания от Новгородской губернии.

После Октябрьской революции Череповецкое земство отказалось признать новую власть. 1 ноября 1917 года уездное земское собрание по инициативе Гуковского приняло постановление, в котором утверждалось, что только 
земство является законною властью, опирающеюся на правильные всенародные выборы, и единственным полномочным выразителем воли населения всего уезда
15 декабря Череповецкое земское собрание под председательством Гуковского отказалось не только признать Советы органом власти, но даже считать их демократической организацией. В ответ по приказу Совета в ночь с 15 на 16 декабря Гуковский и другие руководители земства были арестованы, причем Гуковского направили под стражей в Петроград, в распоряжение Смольного. Петроградским большевикам в те дни было явно некогда разбираться с Гуковским, и его освободили.
Гуковский остался в Петрограде, сотрудничая в газете «Воля народа», ожидая открытия Учредительного собрания. 1 января 1918 года на В. И. Ленина было совершено покушение — его машину обстреляли. В ответ 2 января большевики произвели аресты правых эсеров, в том числе членов Учредительного собрания. Гуковский был арестован в редакции «Воли народа» вместе с другими членами редколлегии. Находясь под арестом, Гуковский не смог присутствовать на открытии Учредительного собрания 5 января 1918 года. Освобождён в феврале 1918 года.
2 августа 1918 года в Архангельске при поддержке войск Антанты образовано «Верховное управление Северной области» во главе с народным социалистом Н. В. Чайковским. Гуковский вошел в правительство в качестве управляющего отделом юстиции. 6 сентября 1918 года группа военных, стремящихся к установлению белогвардейской диктатуры, арестовала членов правительства и увезла их в Соловецкий монастырь. Однако вскоре при содействии американских дипломатов они были освобождены.

Гуковский избран городским головой Архангельска, однако вскоре подал в отставку. По выражению члена «Союза возрождения России» В. И. Игнатьева, он был «невероятно придирчив к мелочам и был большой буквоед». После эвакуации войск Антанты в августе 1919 года в Архангельске состоялось земско-городское совещание. По инициативе Гуковского депутаты выступили с требованием политической амнистии для лиц, осуждённых за «большевизм». В проекте говорилось, что 
большевизм есть столь же неопределенное и неуловимое для юридической квалификации явление, что подведение его под те или другие статьи уголовного закона представляется совершенно невозможным
Исходя из этих соображений совещание считало, что ответственность по действующим законам могут нести только члены коммунистической партии, а лица, не входившие в её состав и осуждённые за «большевизм», подлежат полной амнистии. Кроме того, совещание вводило 24-часовой срок для предъявления обвинения каждому арестованному, «при отсутствии чего он по истечении указанного срока освобождался из-под стражи». Правительство Северной области отклонило проект амнистии и распустило совещание, причем наибольшей критике подвергся Гуковский как инициатор амнистии.
В октябре 1919 года у себя в квартире Гуковский был ранен выстрелом в упор. Расследование, проведенное прокуратурой, не дало результатов. Однако после падения Северной области выяснилось, что это был сторонник капитана Г. Е. Чаплина.
Осенью 1919 года эмигрировал во Францию и включился в политическую жизнь русской эмиграции, принимал участие в совещании членов Учредительного собрания, в создании Российского общества в защиту Лиги Наций, в Российской Лиге прав человека и гражданина, в совещаниях и съездах эсеровской партии. В 1920—1925 годах — один из пяти редакторов журнала «Современные записки» и автор ряда статей на общественно-политические темы. В журнале он заведовал отделом внешнего обозрения и писал статьи под псевдонимом «А. Северов».

Покончил жизнь самоубийством 17 января 1925 в Париже. В письме, оставленном детям, он писал: 
Пережитая душевная болезнь окончательно подорвала мои силы. Я в здравом уме, но недавнее возбуждение сменилось тяжёлой подавленностью духа... не стало упругости, нет веры в себя, одна гордость, но нет силы жить.

### Семья
Сын Евгений Александрович Гуковский (1896—1938) был участником Первой мировой войны, в 1930-х годах работал геологом в тресте «Запсибзолото» в Новосибирске. Арестован 20 января 1938 года. Репрессирован в 1938 году с обвинением в том, что «участвовал в правотроцкистской организации, вербовал новых членов, тормозил и занижал золотодобычу, усложнял отчётность». На заседании ВК ВС СССР 15 июня 1938, длившемся 10 минут, приговорён по ст. 58, п. 7, 8, 11 к расстрелу с немедленным исполнением приговора. Реабилитирован постановлением ВК ВС СССР 6 февраля 1958 в связи с пересмотром и прекращением дела за отсутствием состава преступления. Внучка Татьяна (дочь Евгения), в замужестве Рябцева — инженер-строитель, родилась в 1926 году в Томске, умерла в 2013 года в Санкт-Петербурге.
Двоюродный брат — Исидор Эммануилович Гуковский, нарком финансов РСФСР (1918).